# パタパタくん
パタパタくんは、LIXILがサンウエーブブランドで発売するシステムキッチン「サンヴァリエ」シリーズに採用されている収納ボックスの愛称、およびサンウエーブ工業のマスコットキャラであったカンガルーの名前である。

## メカニズム
従来のシステムキッチンの収納庫は観音開きと引き出しであるのに対し、同方式はドア上部を引いてボックスを手前に傾けて開く方式となっている。観音開き式に比べ、屈まなくても上から出し入れが可能な上、自動で閉まるため機能性が高く、調理者の負担を軽減するメカニズムである。

## 採用モデル
- サンヴァリエ<アミィ>

フロアキャビネットのうち、シンク用キャビネットとコンロ用キャビネットのスライドストッカー ドアポケット付に搭載。
なお、「サンヴァリエ<リシェル>」は「パタパタくん」を発展し、扉が手前に20度傾くことでドアポケット（パッとポケット）と引き出しを一体化し、上部の「パッとシェルフ」との2段構造（背の高い深鍋に対応するためコンロ用キャビネットのスライドストッカー らくパッと収納付は「パッとシェルフ」をなしにすることが可能）にしたことで大容量も可能にした「らくパッと収納」を採用する。

## CM
ストーリー：ある日お母さんが料理しようとすると調理器具が消えている。パタパタくんのイタズラと気づいて、ポケットから次々器具を返してもらいながらキッチンに収納してゆく。最後のバナナはパタパタくんにあげて、おやつの時間となる。CMには妹カンガルーが登場するパートIIも存在する。
- 作詞：博報堂、作曲・歌い手：イズミカワソラ
- おかあさん：島村千草
- 初代のパタパタくん：佐原弘起(さはらこうき)
- 二代目パタパタくん：小林海人(こばやしかいと)
- 妹カンガルー：中村奈沙(なかむらなずな)